# Horbelev (parochie)
Horbelev is een parochie van de Deense Volkskerk in de Deense gemeente Guldborgsund. De parochie maakt deel uit van het bisdom Lolland-Falster en telt 1152 kerkleden op een bevolking van 1325 (2004).
De parochie was tot 1970 deel van Falsters Sønder Herred. In dat jaar werd de parochie opgenomen in de nieuwe gemeente Stubbekøbing. Deze ging in 2007 op in de fusiegemeente Guldborgsund.
Aastrup · Arninge · Askø · Avnede · Bandholm · Birket · Branderslev · Brarup · Bregninge · Bursø · Dannemare · Døllefjelde · Engestofte · Errindlev · Eskilstrup · Falkerslev · Fejø · Femø · Fjelde · Fuglse · Gedesby · Gedser Kirkedistrikt · Gloslunde · Godsted · Græshave · Gundslev · Gurreby · Halsted · Herredskirke · Herritslev · Hillested · Holeby · Horbelev · Horreby · Horslunde · Hunseby · Idestrup · Kappel · Karleby · Kettinge · Kippinge · Købelev · Krønge · Landet · Langø Kirkedistrikt · Lillebrænde · Løjtofte · Maglebrænde · Majbølle · Maribo Domsogn · Musse · Nebbelunde · Nøbbet Kirkedistrikt · Nordlunde · Nørre Alslev · Nørre Kirkeby · Nørre Ørslev · Nørre Vedby · Nykøbing F · Nysted · Olstrup · Ønslev · Øster Ulslev · Østofte · Radsted · Ringsebølle · Rødby · Rødbyhavn · Ryde · Sædinge · Sakskøbing · Sandby · Sankt Nikolai · Skelby · Skørringe · Skovlænge · Slemminge · Søllested · Sønder Alslev · Sønder Kirkeby · Stadager · Stokkemarke · Stormarks · Stubbekøbing · Systofte · Tågerup · Tårs · Tillitse · Tingsted · Tirsted · Toreby · Torkilstrup · Torslunde · Utterslev · Våbensted · Væggerløse · Vålse · Vantore · Vejleby · Vestenskov · Vester Ulslev · Vesterborg · Vigsnæs · Vindeby
- Virtual International Authority File: 1290155044857172520003